# Dänischer Fußballpokal 1971/72
Der Dänische Fußballpokal 1971/72 war die 18. Austragung des dänischen Pokalwettbewerbs der Männer. Er wurde vom dänischen Fußballverband ausgetragen. Das Finale fand traditionell am Himmelfahrtstag (11. Mai 1972) im Københavns Idrætspark von Kopenhagen statt. Pokalsieger wurde Vejle BK, der sich im Finale gegen den Zweitligisten Fremad Amager durchsetzte.
Alle Begegnungen wurden in einem Spiel ausgetragen. Bei unentschiedenem Ausgang wurde zur Ermittlung des Siegers eine Verlängerung gespielt. Stand danach kein Sieger fest, folgte ein Elfmeterschießen. Ab dem Halbfinale wurde bei einem Remis das Spiel wiederholt.

## 1. Runde
Es nahmen 56 Mannschaften von der dritten Klasse abwärts teil.
|                      | Ergebnis              |                          |
| -------------------- | --------------------- | ------------------------ |
| IF AIA-Tranbjerg     | 1:2                   | Skive IK                 |
| B.93 Kopenhagen      | 2:1 n. V.             | Nyborg G&IF              |
| Ballerup IF          | 5:3                   | Helsingør IF             |
| Bramming BK          | 6:2                   | Krogsbølle-Roerslev FK   |
| BK Dalgas            | 2:1                   | Rønne IK                 |
| Dragør BK            | 3:2                   | Hellerup IK              |
| Døllefjelde-Musse IF | 0:5                   | Toksværd Olstrup Fodbold |
| Ejstrupholm IF       | 2:3 n. V.             | Svendborg fB             |
| BK Frem Sakskøbing   | 4:3                   | Ryvang FC                |
| Fremad Amager        | 3:2                   | Glostrup IC              |
| Herfølge BK          | 6:0                   | Nørre Alslev BK          |
| BK Hero              | 4:2                   | Faxe BK                  |
| Holstebro BK         | 6:0                   | Engesvang BK             |
| Kastrup BK           | 1:3                   | BK Rødovre               |
| Knabstrup IF         | 2:1                   | Ølstykke FC              |
| Nibe BK              | 4:2                   | Grindsted G&IF           |
| Nørre Uttrup B&IF    | 2:1                   | Brønderslev IF           |
| IK Skovbakken        | 2:3                   | Tønder SF                |
| Store Merløse IF     | 3:1                   | Frederiksberg BK         |
| Svinninge IF         | 2:4 n. V.             | Roskilde BK              |
| Tved BK              | 2:1                   | Frederikshavn fI         |
| Tårnby BK            | 0:3                   | Lyngby BK                |
| Vanløse IF           | 3:0                   | Viby IF                  |
| Vejlby-Risskov IK    | 0:4                   | B 47 Esbjerg             |
| Vinderup IK          | 0:1                   | Assens FC                |
| Aabenraa BK          | 5:2                   | Aarslev BK               |
| IK Aalborg Chang     | 1:1 n. V. (2:4 i. E.) | Herning Fremad           |
| Aalborg Freja        | 2:0 n. V.             | Odense KFUM              |

## 2. Runde
Teilnehmer waren die 28 Sieger der ersten Runde und die zwölf Vereine aus der 2. Division 1971.
|                          | Ergebnis  |                    |
| ------------------------ | --------- | ------------------ |
| B 1913 Odense            | 7:1       | Herning Fremad     |
| BK Dalgas                | 2:3 n. V. | Vanløse IF         |
| Esbjerg fB               | 1:2       | Bramming BK        |
| Fremad Amager            | 5:0       | Herfølge BK        |
| IF Fuglebakken           | 2:0       | Kolding IF         |
| Holbæk B&I               | 2:5       | Slagelse B&I       |
| Holstebro BK             | 4:3       | Skive IK           |
| Horsens fS               | 10:20     | Nørre Uttrup B&IF  |
| Ikast FS                 | 2:0       | Silkeborg IF       |
| Knabstrup IF             | 2:4       | Store Merløse IF   |
| Lyngby BK                | 1:2       | B.93 Kopenhagen    |
| Nibe BK                  | 2:8 n. V. | Tønder SF          |
| Næstved IF               | 2:4       | Svendborg fB       |
| Odense BK                | 7:2       | Assens FC          |
| Roskilde BK              | 1:3 n. V. | BK Hero            |
| BK Rødovre               | 4:1       | BK Frem Sakskøbing |
| Toksværd Olstrup Fodbold | 2:1       | Ballerup IF        |
| Tved BK                  | 1:0       | Dragør BK          |
| Aabenraa BK              | 3:2 n. V. | B 47 Esbjerg       |
| Aalborg Freja            | 1:2       | Aarhus GF          |

## 3. Runde
Teilnehmer: Die 20 Sieger der zweiten Runde und die zwölf Vereine aus der 1. Division 1971.
|                          | Ergebnis |                 |
| ------------------------ | -------- | --------------- |
| AB Gladsaxe              | 4:3      | Køge BK         |
| Aarhus GF                | 3:6      | Vejle BK        |
| B 1903 Kopenhagen        | 3:2      | Slagelse B&I    |
| B 1913 Odense            | 6:0      | Tved BK         |
| B.93 Kopenhagen          | 6:1      | Vanløse IF      |
| BK Frem Kopenhagen       | 4:0      | Hvidovre IF     |
| Horsens fS               | 1:0      | Odense BK       |
| Ikast FS                 | 4:0      | Tønder SF       |
| Kjøbenhavns Boldklub     | 3:4      | BK Hero         |
| Randers SK Freja         | 2:1      | Holstebro BK    |
| BK Rødovre               | 1:4      | Fremad Amager   |
| Store Merløse IF         | 0:5      | B 1901 Nykøbing |
| Svendborg fB             | 0:3      | IF Fuglebakken  |
| Toksværd Olstrup Fodbold | 0:4      | Brønshøj BK     |
| Aalborg BK               | 0:1      | B 1909 Odense   |
| Aabenraa BK              | 3:0      | Bramming BK     |

## 4. Runde
Teilnehmer: Die 16 Sieger der dritten Runde.
|                    | Ergebnis |                   |
| ------------------ | -------- | ----------------- |
| AB Gladsaxe        | 1:2      | B 1901 Nykøbing   |
| B 1909 Odense      | 1:2      | B 1903 Kopenhagen |
| Brønshøj BK        | 3:4      | B.93 Kopenhagen   |
| BK Frem Kopenhagen | 4:1      | B 1913 Odense     |
| Fremad Amager      | 4:2      | Aabenraa BK       |
| BK Hero            | 0:3      | IF Fuglebakken    |
| Ikast FS           | 4:0      | Horsens fS        |
| Vejle BK           | 6:4      | Randers SK Freja  |

## Viertelfinale
|                    | Ergebnis |                   |
| ------------------ | -------- | ----------------- |
| B.93 Kopenhagen    | 2:1      | B 1903 Kopenhagen |
| BK Frem Kopenhagen | 3:2      | Ikast FS          |
| Fremad Amager      | 2:1      | B 1901 Nykøbing   |
| Vejle BK           | 6:4      | IF Fuglebakken    |

## Halbfinale
|               | Ergebnis |                    |
| ------------- | -------- | ------------------ |
| Fremad Amager | 3:1      | B.93 Kopenhagen    |
| Vejle BK      | 2:1      | BK Frem Kopenhagen |

## Finale
| Paarung        | Vejle BK – Fremad Amager |
| Ergebnis       | 2:0 (2:0) |
| Datum          | 11. Mai 1972 |
| Stadion        | Københavns Idrætspark, Kopenhagen |
| Zuschauer      | 20.200 |
| Schiedsrichter | Bent Nielsen |
| Tore           | 1:0 Jens Jørn Jensen (22.) 2:0 Allan Simonsen (25.) |
| Vejle BK       | Paul Mailand – Jens Jørn Jensen, Erik Petersen, Gert Jensen, Finn Johansen – Niels Hüttel, Flemming Serritslev, Allan Simonsen – Tommy Hansen, Jørgen Markussen, Karsten Lund Cheftrainer: Jozef Szentgyörgyi ( Ungarn) |
| Fremad Amager  | Ole Larsen – Frank Skytte, Johnny Madsen, Claes Jacobsen, Poul Mathiasen – Erik Pussy Andersen, Leif Lerche, Tonny Nielsen – Erik Ryde, Peter Kristensen. Jørgen Salomonsen (60. Ole Bloch) Cheftrainer: Knud Petersen  |